# Sea-Watch 3
Die Sea-Watch 3 war ein Schiff der Organisation Sea-Watch mit Sitz in Berlin. Das Schiff war rund 50 m lang und fuhr zuletzt unter deutscher Flagge. Es wurde für die Seenotrettung im Mittelmeer eingesetzt.

## Beschreibung
Das Schiff wurde von zwei Viertakt-Sechzehnzylinder-Dieselmotoren von Caterpillar (Typ: D399TA) mit zusammen 1630 kW Leistung angetrieben, die über Untersetzungsgetriebe auf zwei Festpropeller wirkten. Es erreichte damit rund 10 kn. Das Schiff war mit einem Bugstrahlruder ausgestattet.
Für die Stromerzeugung standen zwei Generatorsätze mit 156 bzw. 184 kVA Scheinleistung zur Verfügung, die von einem Detroit-Diesel- und einem Caterpillar-Dieselmotor angetrieben wurden.
Während des Einsatzes als Furore G wurde das Schiff von acht Besatzungsmitgliedern betrieben, die in Einzelkabinen untergebracht waren. Außerdem fanden sieben weitere Personen in drei Doppel- und einer Einzelkabine Platz.
Die Sea-Watch 3 war die Nachfolgerin der Sea-Watch 2 (2016–2017) beziehungsweise der Sea-Watch (2015).

## Geschichte
Das Schiff wurde unter der Baunummer 211 von Shimoda Dockyard in Japan als Offshoreversorger gebaut. Die Kiellegung erfolgte 1972. Das Schiff wurde Anfang Juli 1973 an Petroleiro Brasileiro S.A. Petrobras Frota Nacional de Petroleiros in Rio de Janeiro abgeliefert und als Alegrete in Dienst gestellt. 1982 wurde es an Companhia Brasileiro de Offshore in Salvador verkauft.
1990 wurde das Schiff an Sunset Shipping in Douglas auf der Isle of Man verkauft und zu einem Offshore-Sicherheitsschiff umgebaut. Neuer Name des Schiffes wurde Seaboard Swift.
In der zweiten Hälfte der 1990er-Jahre wurde es mehrfach verkauft und umbenannt: 1995 kam es zu Hornbeck Shipping in Douglas und wurde in Hornbeck Swift umbenannt, 1997 als Swift zu Tidewater Marine (Northsea) in Den Helder und 1999 zur Rederij West Friesland in Den Helder, die es in Swift 1 umbenannte. Die Rederij West Friesland ließ es auf der Werft Frisian Shipyard in Harlingen zu einem Unterstützungsschiff für seismische Forschungen umbauen.
2004 kam das Schiff zu Telco Marine in Den Helder, wenige Monate später dann aber schon zu Vroon Offshore Service. Neuer Name des Schiffes wurde VOS Southwind. 2010 wurde das Schiff an die Rederij Groen verkauft und Ende des Jahres in Furore G umbenannt. Die Rederij Groen nutzte das Schiff als Offshore-Unterstützungsschiff.

## Einsatz als Rettungsschiff
Im Jahr 2015 wurde das Schiff an Ärzte ohne Grenzen Spanien (Médicos Sin Fronteras España) in Barcelona verkauft. Die Nichtregierungsorganisation nutzte es als Dignity I für die Rettung von Flüchtlingen im Mittelmeer. 2017 übernahm der Verein Sea-Watch das Schiff und ersetzte damit die kleinere Sea-Watch 2. Kurzfristiges Besatzungsmitglied war auch Pia Klemp.
Am 6. November 2017 starben bei einem Tumult auf See mehrere Menschen. Sie waren ins Wasser gefallen oder gesprungen, als die Sea Watch 3 und ein libysches Boot bei der Bergung von Schiffbrüchigen einander in die Quere kamen.
Im Juni 2018 wurde das Schiff von den maltesischen Behörden im Hafen von Valetta festgesetzt, weil es angeblich nicht ordnungsgemäß unter niederländischer Flagge registriert gewesen sei. Obwohl die ordnungsgemäße niederländische Registrierung schon im Juli geklärt war, wurde der Sea-Watch 3 aus politischen Gründen die Ausfahrt aus Valetta bis Oktober verweigert. Im Dezember 2018 reichte Sea-Watch Klage gegen das maltesische Verkehrsministerium ein, weil es eigenmächtig die freie Verfügung über die Sea-Watch 3 verhindert habe.

## Rechtsstreit um Hafenzugang in Italien

### Januar 2019
Italien  weigerte sich, die Sea-Watch 3 mit mehreren geretteten Menschen an Bord in einen seiner Häfen einfahren zu lassen, da vom Rettungsort aus der nächste sichere Hafen in Tunesien gewesen sei. Auf Klage des Kapitäns der Sea Watch und mehrerer geretteter Personen an Bord entschied der Europäische Gerichtshof für Menschenrechte im vorläufigen Rechtsschutz zehn Tage nach Rettung der 47 Menschen, dass Italien die Personen an Bord medizinisch und mit Lebensmitteln versorgen müsse. Weiter müsse den Minderjährigen an Bord rechtlicher Beistand zur Verfügung gestellt werden. Eigentlich hatten die Antragsteller gefordert, dass die Migranten das Boot verlassen dürften. Dem kam das Gericht nicht nach. Wenig später wurde aus dem Umfeld der italienischen Regierung bekannt, dass sich Vertreter Deutschlands, Frankreichs, Portugals, Rumäniens und Maltas zur Aufnahme der Personen bereit erklärt hätten.

### Mai 2019
Mitte Mai 2019 rettete die Besatzung der Sea-Watch 3 erneut 65 Personen 60 Kilometer vor der libyschen Küste. Der italienische Innenminister Matteo Salvini sprach ein Verbot zum Befahren italienischer Hoheitsgewässer aus. Wenig später nahm man die Verletzten und die Familien doch auf, 18 Personen gingen so mit einem Boot der Küstenwache an Land. Das Schiff selbst verblieb außerhalb der italienischen Gewässer 15 Seemeilen vor Lampedusa. Unter den verbliebenen 47 Menschen erwogen anschließend einige nach Angaben der Aktivisten Suizid, sollte man sie nicht ebenfalls an Land bringen. Schließlich steuerte die Besatzung am 18. Mai trotz des Verbots italienische Hoheitsgewässer an. Humanitäre Gründe sowie der psychische Zustand der „Gäste“ zwängen dazu und man nehme sein Recht in Anspruch, den nächsten sicheren Hafen anzulaufen. Die Personen wurden vor Lampedusa von der italienischen Küstenwache und  Finanzpolizei an Land gebracht. Das Schiff wurde vorsorglich beschlagnahmt. Salvini verlangte seine Außerdienststellung und Versenkung. Er beschuldigte den Staatsanwalt, der die Anlandung angeordnet hatte, der „Beihilfe zur illegalen Einwanderung nach Italien“. Der Innenminister drohte, gegen jeden, der solche leiste, vorzugehen. Am 1. Juni 2019 wurde das Schiff von den Behörden wieder freigegeben. Im Folgenden besuchte der Ratsvorsitzende der Evangelischen Kirche in Deutschland, Heinrich Bedford-Strohm, das noch nicht zugängliche Schiff, um seine Unterstützung für die Besatzung auszudrücken.

### Beschlagnahmung 2019

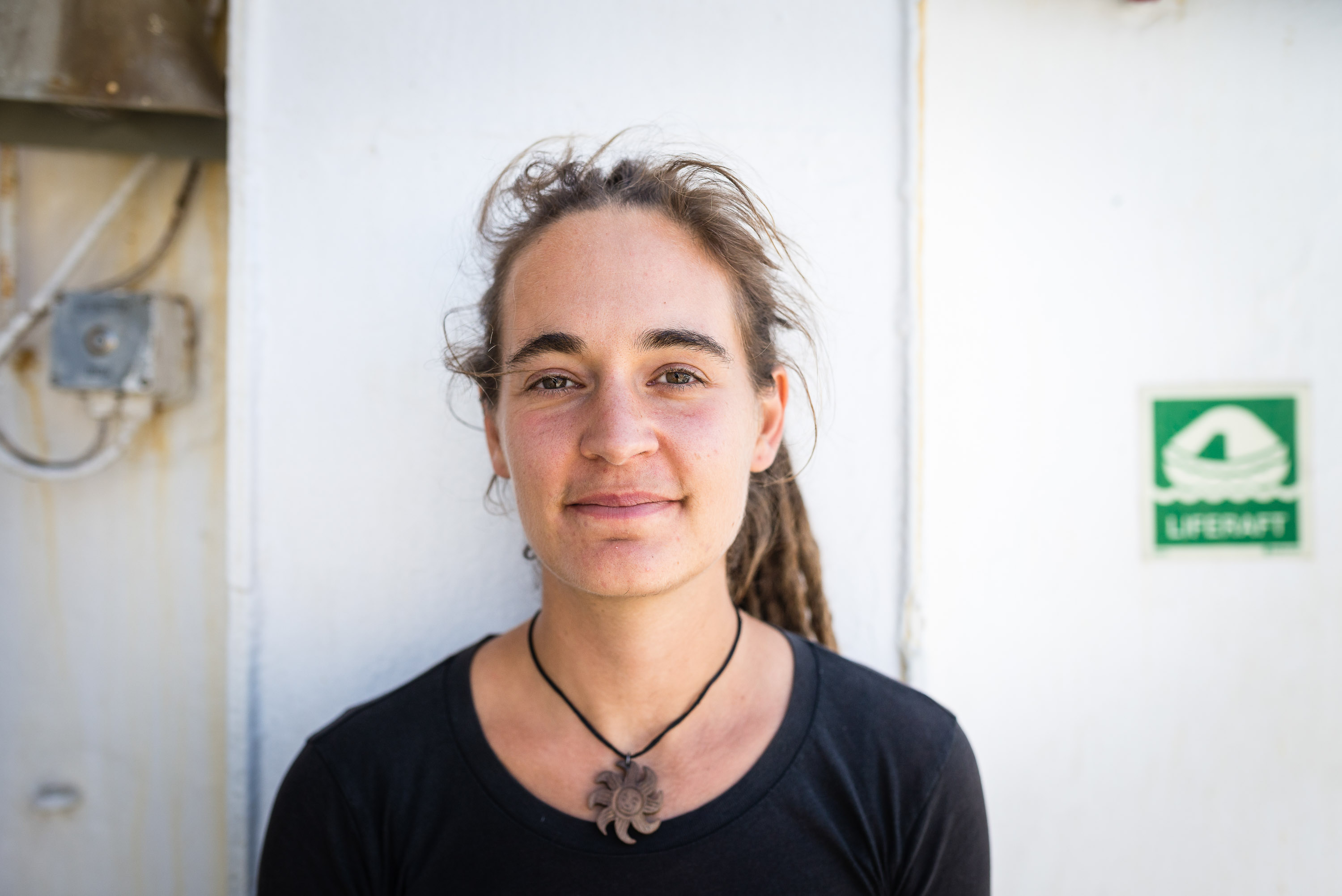
Carola Rackete auf der Sea-Watch 3

2019 rettete die Sea Watch 3 mit 22 Besatzungsmitgliedern und 2 Mitarbeitern des NDR, darunter Nadia Kailouli, an Bord 53 Menschen vor Libyen. Nach Angaben des Guest Coordinators der Besatzung handelte es sich um 38 Männer, 9 Frauen, 3 unbegleitete Minderjährige und 3 Kinder, die meisten von der Elfenbeinküste oder aus Ghana, einige kamen aus Mali, Guinea, Ägypten und Libyen. Zuerst 10, später weitere 3 Personen wurden meist aus medizinischen Gründen nach Italien an Land gebracht, 40 (32 Männer, 6 Frauen und 2 unbegleitete Jugendliche) blieben an Bord, während das Schiff vor Lampedusa ohne Erlaubnis zum Einlaufen in Warteposition blieb. Innenminister Matteo Salvini bezeichnete das Schiff als Piratenschiff. Das Hochkommissariat der Vereinten Nationen für Flüchtlinge (UNHCR) sowie die Internationale Organisation für Migration appellierten an die europäischen Staaten, die Geretteten aufzunehmen. Am 21. Juni beantragte Kapitänin Rackete und mehrere Staatsangehörige verschiedener afrikanischer Staaten beim EGMR eine einstweilige Anordnung, um Italien zum Einlaufenlassen des Schiffes zu zwingen. Den Eilantrag lehnte das Gericht jedoch am 25. Juni 2019 ab, da vorläufige Maßnahmen nur dann vorgesehen seien, wenn es ein „unmittelbares Risiko für irreparablen Schaden“ gibt. Die Situation an Bord des Schiffes rechtfertige derzeit keinen Zwang gegen Italien. Italien erhielt den Hinweis, dass das Gericht sich auf die notwendige Hilfe der Behörden gegenüber den „Personen, die sich in der Situation von Vulnerabilität befinden“, verlasse.
Am 26. Juni 2019 fuhr das Schiff trotz angedrohter hoher Geldstrafen in italienische Hoheitsgewässer ein, da nach zwei Wochen auf dem Schiff die Migranten „es nicht mehr aushielten“ und „einige gedroht hätten, über Bord zu springen“. Salvini forderte die Justiz zum schnellen Handeln auf und äußerte, dass Italien keine „Anlegestelle für Illegale“ sei. „Es ist ein holländisches Schiff von einer deutschen Nicht-Regierungsorganisation, die Migranten vor Libyen aufgenommen hat.“ Niemand verstehe, warum Italien und seine Bürger dafür verantwortlich seien und dafür bezahlen sollten. Das Schiff wurde von der Küstenwache gestoppt. Mehrere italienische Abgeordnete übernachteten daraufhin aus Solidarität auf dem Schiff.
Der Erzbischof von Turin, Cesare Nosiglia, bot unterdessen an, dass sich seine Kirche ohne Belastung des Staates um die Menschen kümmern könne. Daneben hatten sich auch mehrere deutsche Städte zur Aufnahme bereit erklärt. Dafür sei aber eine Zustimmung der Bundesregierung nötig, der Bund übernimmt etwa 90 % der Kosten für Unterkunft und Lebenskosten der aufgenommenen Flüchtlinge. Der Bürgermeister der sizilianischen Hauptstadt Palermo, Leoluca Orlando, ernannte die Besatzung des Schiffes zu Ehrenbürgern.
In der Nacht zum 29. Juni überraschte die Kapitänin die Sicherheitskräfte mit einem Anlegemanöver im Hafen von Lampedusa. Ein staatliches Patrouillenboot versuchte dies zu verhindern und wurde gegen den Pier gestoßen. Ein Sea-Watch-Sprecher begründete die Aktion mit: „Es war der verzweifelte letzte Versuch, die Sicherheit der Menschen sicherzustellen.“ Allerdings hatte sich zu dem Zeitpunkt bereits eine politische Lösung für die Migranten angebahnt: Mehrere EU-Staaten, darunter Deutschland, hatten sich bereit erklärt, die Schutzsuchenden aufzunehmen. Italiens Innenminister Salvini verlangte allerdings noch entsprechende Garantien, ohne diese hätte das Schiff nicht anlanden dürfen. Einige Stunden nach dem Anlegemanöver durften die geretteten Migranten an Land gehen. Der festgenommenen Kapitänin drohte eine Geldbuße von bis zu 50.000 Euro wegen Verstoßes gegen die Hafen- und Gewässersperrung und zwischen drei und zehn Jahren Haft wegen Widerstands und Gewaltanwendung gegen ein Kriegsschiff. Der Innenminister kündigte an, sie wegen Gefährdung der nationalen Sicherheit auszuweisen, falls sie nicht verurteilt würde.
Der Hausarrest wurde am 2. Juli von einem Ermittlungsrichter in Agrigent aufgehoben. Nach dem Gerichtsbeschluss des Landgerichts, der dem MDR vorlag, urteilte die Richterin, dass die Verpflichtung zur Rettung auf See nach internationalem Seerecht stärker zu bewerten sei, als  die von Innenminister Salvini veränderten gesetzlichen Regelungen in Italien. Die Kapitänin habe daher „in Erfüllung einer Pflicht“ gehandelt. Das Ausmaß des Zusammenstoßes mit einem an der Kaimauer festgemachten Boot der Finanzpolizei sei in der Darstellung übertrieben worden. Rackete wurde entlastet. Nachdem die Richterin von Medien und Salvini dafür verbal angegriffen worden war, warf der italienische Richterverband (Associazione Nazionale Magistrati, ANM) Salvini vor, ein Klima des Hasses und der Aversion zu nähren. Die UN-Menschenrechtsexperten des UN-Menschenrechtsrats verurteilten am 18. Juli die Kriminalisierung der Seenotrettung und die Einschüchterung der unabhängigen italienischen Justiz durch Medien und Salvini. Die Justiz habe nach den etablierten internationalen Rechtsnormen zur Seenotrettung entschieden. Am 25. September 2019 hob die Staatsanwaltschaft von Agrigent die Beschlagnahmung des Schiffes zur Beweissicherung auf. Das Schiff durfte aber nicht auslaufen, da es gegen die von Salvini erlassenen Sicherheitsdekrete verstoßen habe. Mitte Dezember gab ein Gericht in Palermo die Sea Watch 3 frei, so dass sie Ende 2019 den Hafen von Licata verlassen und die Seenotrettung wieder aufnehmen konnte.

#### Meinungen von Seerechtsexperten
Nele Matz-Lück, Professorin für Öffentliches Recht mit dem Schwerpunkt Seerecht an der Universität Kiel, sah 2019 eine rechtliche Lücke in den Seerechtskonventionen. Die Küstenstaaten seien durch ihr Hoheitsrecht nicht automatisch verpflichtet, Gerettete an Land zu lassen, sondern könnten diesen stattdessen zum Beispiel eine medizinische Versorgung an Bord zukommen lassen.
Valentin Schatz vom Lehrstuhl für Internationales Seerecht der Universität Hamburg meint, dass Italien einen Hafen hätte zuweisen müssen. Eine Rückführung von Flüchtlingen nach Libyen wäre rechtswidrig gewesen, es sei somit nachvollziehbar, den nächstgelegenen Hafen Lampedusa anzusteuern. Für eine Weiterfahrt ohne Anlegen bis zum Flaggenstaat Niederlande sei das Schiff nicht ausgelegt. „Das Recht liegt etwas mehr auf Seiten der NGO, aber letztlich regelt das Seevölkerrecht nicht, wie diese Situation zu lösen ist“.

### 2020
Am 9. Januar 2020 nahmen die Aktivisten drei Gruppen von zunächst 59 und 17 Migranten auf, am 10. Januar kamen noch einmal 42 Personen hinzu, die zuvor über die Alarm-Phone-Initiative Rettung angefordert hatten. Die an Bord genommenen Personen der Sea Watch 3 und 118 Menschen von der Open Arms sollen nach Angaben des maltesischen Militärs am 11. Januar von maltesischen Schiffen übernommen und an Land gebracht werden. Am 14. Januar wies Italien der Sea-Watch 3 Tarent als sicheren Ausschiffungshafen zu. Das Anlegen in Tarent erfolgte am 16. Januar, alle 119 geretteten Personen gingen an Land.
Am 25. Februar nahmen die Aktivisten vor der libyschen Küste 194 Migranten von drei Booten auf und fuhren anschließend Richtung Italien. Wegen der COVID-19-Pandemie forderte der Präsident der Region Sizilien Sebastiano Musumeci, die Migranten an Bord unter Quarantäne zu stellen. Die Maßnahme wurde am folgenden Tag angeordnet, wie auf der Ocean Viking, bleiben die Besatzung an Bord und die Migranten an Land für jeweils zwei Wochen unter Quarantäne.
Mitte März 2020 lag das Schiff in der Werft in Messina fest, weil Ersatzteile fehlten und wegen der Reisebeschränkungen im Zuge der COVID-19-Pandemie keine Besatzung zusammengestellt werden konnte.
Am 7. Juni 2020 lief das Schiff erneut aus, und am 17. Juni bargen die Aktivisten nach eigenen Angaben 29 Seemeilen vor Az-Zawiya 100 Migranten. Später am gleichen Tag kamen noch 65 weitere hinzu, gefolgt von 46 am nächsten Tag. Sie waren offenbar Teil einer größeren Aktion, bei der libysche und tunesische Menschenschmuggler innerhalb weniger Stunden etwa 600 Menschen in verschiedenen Booten in Richtung Italien schickten. Der überwiegende Teil soll von der libyschen Küstenwache abgefangen worden sein. Die 211 Migranten wurden am 21. Juni in Porto Empedocle zur Quarantäne auf ein Fährschiff gebracht. Ein Migrant, der bereits beim Anlanden Symptome gezeigt hatte, wurde von den italienischen Behörden positiv auf das Coronavirus getestet. Die ordneten anschließend auch für die Aktivisten eine Quarantäne an.

### 2021
Vom 26. bis zum 28. Februar 2021 rettete die Sea-Watch 3 nach einer siebenmonatigen Pause 317 Menschen vor der libyschen Küste vor dem Ertrinken. Eine Woche zuvor hatte das Schiff den Hafen der spanischen Stadt Burriana verlassen, um vor der libyschen Küste zu patrouillieren.
Die italienische Küstenwache internierte die Sea-Watch 3  am 21. März in Augusta. Das Schiff sei bei der Rettung von 363 Schiffbrüchigen am 3. März stark überladen gewesen und habe beim Einlaufen in Augusta Vorschriften verletzt und die Mannschaft Hafenanlagen mit Hydrauliköl aus einem Kran verschmutzt. Bei der Schiffsinspektion seien Mängel bei Brand- und Umweltschutzmaßnahmen festgestellt worden. Eine Sprecherin von Seawatch erklärte, dass es sich um Vorwürfe handle, die schon aus der letzten Internierung bekannt und politisch motiviert seien.
Nach gut vier Monaten Festsetzung konnte die Sea-Watch 3 Ende Juli 2021 ihren Einsatz wieder aufnehmen. Ende Dezember 2021 wurde dem Schiff mit 440 Migranten an Bord der Hafen von Pozzallo im Süden Siziliens zugewiesen. Den Angaben der Crew zufolge befanden sich auch mehr als 200 Kinder und Jugendliche auf dem Schiff, davon 167 ohne Eltern oder andere erwachsene Begleiter. Sie hatten versucht, von Libyen aus mit kleinen Booten über das Mittelmeer nach Italien zu gelangen. Der Anlegeerlaubnis ging eine tagelange Wartezeit voraus. Gesundheitlich geschwächte Menschen waren bereits vor dem Einlaufen in den Hafen von Bord geholt worden.

### 2022
Am 24. September 2022 wurde das Schiff im italienischen Hafen Reggio Calabria festgesetzt, nachdem es zuvor 427 Migranten an Land gebracht hatte. Nach Angaben von Sea Watch besteht der Vorwurf der Behörden darin, dass zu viele Migranten und Flüchtlinge an Bord geholt worden wären.

## Stilllegung
Im Mai 2023 wurde die Sea-Watch 3 in der Werft Galloo in Gent (Belgien) stillgelegt, abgewrackt und recycelt. Sie war das Flaggschiff von Sea-Watch und fuhr sechs Jahre im Dienst der Seerettung im Mittelmeer. Ersetzt wird sie durch die Sea-Watch 5, die in Flensburg für die Rettungseinsätze um- und ausgebaut wird.

## Film
- Sea Watch 3: NDR-Dokumentarfilm der Filmemacher Nadia Kailouli und Jonas Schreijäg. Sie begleiteten die Sea Watch 3 bei ihrer Rettungsfahrt im Juni 2019 für 21 Tage bis zur Festnahme von Carola Rackete.[72] Der Film wurde mit dem Grimme-Preis 2020 ausgezeichnet.[73]